# Franciszek Kleeberg
Franciszek Kleeberg (1. února 1888 Tarnopol, Rakousko-Uhersko – 5. dubna 1941, Drážďany) byl polský generál.

## Mládí
Narodil se roku 1888 v Tarnopolu v rodině důstojníka jezdectva Rakouské armády. Po ukončení vojenské školy v Hranicích složil maturitu ve Vídni. Za 1. světové války vstoupil do Polských legií. V roce 1916 se stal šéfem štábu III. brigády legií. V roce 1918 vstoupil do Polské armády. Účastnil se Rusko-polské války. V letech 1924 až 1925 studoval ve Francii.

## Druhá světová válka
V roce 1939 velel Samostatné operační skupině Polesí a kapituloval až 5. října 1939, kdy jeho skupina vyčerpala veškerou munici. Byl internován v táboře Oflag IV-B v saské pevnosti Königstein, v níž byli věznění všichni zajatí polští velitelé. Dne 5. dubna 1941 zemřel jako válečný zajatec v drážďanské nemocnici. V Drážďanech byl také pochován.
V roce 1969 byly jeho ostatky exhumovány a převezeny do Polska, kde byl generál Kleeberg pohřben v Kocku v Lublinském vojvodství k ostatním padlým vojákům Samostatné operační skupiny Polesí.

## Vojenský postup
podporučík – srpen 1908

poručík – květen 1913

 kapitán – listopad 1915

 major – srpen 1917

podplukovník – prosinec 1918

plukovník – duben 1920

brigádní generál – leden 1928

divizní generál (generálmajor) – leden 1943 (posmrtně)